# Oedothelphusa
Oedothelphusa is een geslacht van kreeftachtigen uit de klasse van de Malacostraca (hogere kreeftachtigen).

## Soort
- Oedothelphusa orientalis Rodríguez, 1980